# Atlastoren
De Atlastoren (Tour Atlas) is een woontoren in de wijk Droixhe in de Belgische stad Luik, hoofdstad van de gelijknamige provincie.
Dit appartementengebouw is al sinds de bouw in 1978 met 87 meter en 29 verdiepingen het op een na hoogste gebouw van de provincie Luik. Het gebouw wordt alleen voor bewoning gebruikt.